# Luigi Paterlini
Luigi Paterlini (Brescia, 9 agosto 1923 – Brescia, 23 ottobre 1974) è stato un velocista e ostacolista italiano.

## Biografia
Tra il 1942 e il 1948 conquistò sette titoli di campione italiano: due nei 400 metri piani, uno nei 400 metri ostacoli e quattro nella staffetta 4×400 metri. Nel 1946 prese parte ai campionati europei di Oslo, dove concluse la gara dei 400 metri piani con l'eliminazione nella fase delle batterie di qualificazione.
Nel 1948 partecipò ai Giochi olimpici di Londra, dove  si classificò per la finale nella gara della staffetta 4×400 metri  con Giovanni Rocca, Ottavio Missoni ed Antonio Siddi (durante la quale purtroppo la prima staffetta si strappò e la squadra italiana non poté arrivare al traguardo).
Due anni dopo, nel 1950, ai campionati europei di atletica leggera di Bruxelles si classificò sesto nei 400 metri piani e conquistò la medaglia d'argento nella staffetta 4×400 metri.

## Palmarès
| Anno | Manifestazione  | Sede      | Evento      | Risultato | Prestazione | Note            |
| ---- | --------------- | --------- | ----------- | --------- | ----------- | --------------- |
| 1946 | Europei         | Oslo      | 400 m piani | Batteria  | 49"1        |                 |
| 1948 | Giochi olimpici | Londra    | 4×400 m     | Batteria  | 3'14"0      | finale olimpica |
| 1950 | Europei         | Bruxelles | 400 m piani | 6º        | 48"9        |                 |
| 1950 | Europei         | Bruxelles | 4×400 m     | Argento   | 3'11"0      |                 |

## Campionati nazionali
- 2 volte campione italiano assoluto dei 400 m piani (1945, 1948)
- 1 volta campione italiano assoluto dei 400 m ostacoli (1945)
- 4 volte campione italiano assoluto della staffetta 4×400 m (1942, 1943, 1945, 1948)

1942
- Oro ai campionati italiani assoluti, staffetta 4×400 m - 3'23"3

1943
- Oro ai campionati italiani assoluti, staffetta 4×400 m - 3'22"6

1945
- Oro ai campionati italiani assoluti, 400 m piani - 50"2
- Oro ai campionati italiani assoluti, 400 m hs - 55"0
- Oro ai campionati italiani assoluti, staffetta 4×400 m - 3'30"2

1948
- Oro ai campionati italiani assoluti, 400 m piani - 49"5
- Oro ai campionati italiani assoluti, staffetta 4×400 m - 3'21"0